# Add (fleuve)
Pour les articles homonymes, voir Add.
La rivière Add est un fleuve côtier qui traverse l'Argyll and Bute à l'ouest de l'Écosse. Elle s'écoule au travers de la réserve naturelle de Mòine Mhòr et termine sa course dans le loch Crinan au niveau du hameau de Bellanoch, où il est possible de la traverser via un pont en fonte datant de 1881.

## Géographie
La rivière s'écoule sur une longueur d'environ 22 km.

## Hydrologie
Son régime hydrologique est dit pluvial océanique.